# Enallagma truncatum
Enallagma truncatum – gatunek ważki z rodziny łątkowatych (Coenagrionidae). Występuje na terenie Karaibów.